# 巴基西梅托
巴基西梅托（西班牙語：Barquisimeto）是委內瑞拉的城市，也是拉臘州的首府，位於該國西北部，距離首都卡拉卡斯363公里，始建於1552年，面積2,760平方公里，海拔高度566米，每年平均降雨量835毫米。2011年人口約200萬，是委內瑞拉人口僅次於加拉加斯、馬拉開波和瓦倫西亞的第四大城市，也該國重要的工業、商業和交通中心。巴基西梅托亦被視為委內瑞拉的“音樂之都”，擁有眾多音樂學院與樂團，是民族音樂的重要據點。

## 外部連結
- LaraTurismo, WebGuide of Tourism in Lara （页面存档备份，存于）
- Barquisimeto.com （页面存档备份，存于）
- MiBarquisimeto, Dedicado a Barquisimeto （页面存档备份，存于）
- Check the weather in Barquisimeto now
- Nuevo Sistema Ferroviario de Venezuela
- Video Footage of Barquisimeto and some of its places （页面存档备份，存于）
- Barquisimeto, Bitacora de una Ciudad （页面存档备份，存于）
- Venezuela Tuya, Barquisimeto （页面存档备份，存于）
- Discover Venezuela, Barquisimeto
- Museo de Barquisimeto